# Podzemna željeznica Samara
Podzemna željeznica Samara sastoji se od jedne, proširene linije u gradu Samari u Rusiji.
Prvi dio je otvoren 1987. godine. Vozni park sastoji se od 23 vozila. U 2002. godini, u podzemnoj željeznici u Samari prošlo je 23,6 milijuna putnika.
U 70.-im godinama prošloga stoljeća, Samara prelazi milijun stanovnika, čime je stekla uvjete da se prijavi za državno financiranje sustava podzemne željeznice. Kao rezultat toga, 1977., provedena je studija izvedivosti, što je omogućilo početak građevinskih radova početkom 1980. godine. Nakon sedam godina gradnje 26. prosinca 1987. godine u rad je pušten dio između kolodvora Jungorodok i kolodvora Pobjede. Od tada, postupno proširenje sustava počelo je 31. prosinca 1992., do postaje Sovjetskaja. Nekoliko mjeseci kasnije, otvorena je postaja Sportivnaja i zatim Gagarinskaja. S obzirom na proširenje imala je kombiniranu duljine 3,8 km. Dana, 27. prosinca 2002. dodano je još 2,4 km rute, a 26. prosinca 2007. proširila se prema zapadu grada.